# Neja Filipič
Neja Filipič (Lubiana, 22 aprile 1995) è una lunghista e triplista slovena.

## Palmarès
| Anno | Manifestazione          | Sede      | Evento         | Risultato | Prestazione | Note                                     |
| ---- | ----------------------- | --------- | -------------- | --------- | ----------- | ---------------------------------------- |
| 2016 | Mediterraneo U23        | Tunisi    | Salto in lungo | Argento   | 6,20 m      |                                          |
| 2016 | Europei                 | Amsterdam | Salto in lungo | 21ª (q)   | 6,24 m      |                                          |
| 2017 | Europei U23             | Bydgoszcz | Salto in lungo | 6ª        | 6,42 m      |                                          |
| 2018 | Europei                 | Berlino   | Salto in lungo | nm (q)    | nm (q)      |                                          |
| 2019 | Giochi europei          | Minsk     | Salto in lungo | 21ª       | 5,99 m      |                                          |
| 2019 | Universiadi             | Napoli    | Salto in lungo | 13ª (q)   | 6,11 m      |                                          |
| 2019 | Universiadi             | Napoli    | Salto triplo   | Bronzo    | 13,73 m     |                                          |
| 2021 | Europei indoor          | Toruń     | Salto triplo   | 8ª        | 14,02 m     |                                          |
| 2022 | Mondiali indoor         | Belgrado  | Salto triplo   | 10ª       | 14,13 m     | Miglior prestazione personale stagionale |
| 2022 | Giochi del Mediterraneo | Orano     | Salto in lungo | 4ª        | 6,45 m      |                                          |
| 2022 | Giochi del Mediterraneo | Orano     | Salto triplo   | Oro       | 14,16 m     |                                          |
| 2022 | Mondiali                | Eugene    | Salto triplo   | 16ª (q)   | 14,05 m     |                                          |
| 2022 | Europei                 | Monaco    | Salto triplo   | nm (q)    | nm (q)      |                                          |
| 2023 | Europei indoor          | Istanbul  | Salto triplo   | 5ª        | 13,92 m     |                                          |
| 2023 | Mondiali                | Budapest  | Salto triplo   | 25ª (q)   | 13,64 m     |                                          |
| 2024 | Mondiali indoor         | Glasgow   | Salto triplo   | 11ª       | 13,62 m     |                                          |
| 2024 | Europei                 | Roma      | Salto in lungo | 18ª (q)   | 6,53 m      | Miglior prestazione personale stagionale |
| 2024 | Europei                 | Roma      | Salto triplo   | 7ª        | 14,12 m     |                                          |
| 2024 | Giochi olimpici         | Parigi    | Salto triplo   | 18ª (q)   | 13,85 m     |                                          |
| 2025 | Europei indoor          | Apeldoorn | Salto triplo   | 8ª        | 13,39 m     |                                          |
| 2025 | Mondiali indoor         | Nanchino  | Salto triplo   | 6ª        | 13,92 m     |                                          |

## Altre competizioni internazionali
2017
- 4ª nella Second League degli Europei a squadre ( Tel Aviv), salto in lungo - 6,33 m